# Dicranota parviuncinata
Dicranota parviuncinata är en tvåvingeart som beskrevs av Evgenyi Nikolayevich Savchenko 1983. Dicranota parviuncinata ingår i släktet Dicranota och familjen hårögonharkrankar. Inga underarter finns listade i Catalogue of Life.